# En to tre nu
En to tre nu er en dansk film fra 2016. Filmen er instrueret af  Barbara Topsøe-Rothenborg, skrevet af Thorvald Lervad og med Nikolaj Groth, Clara Rosager og Lukas Løkken i hovedrollerne.

## Medvirkende
- Nikolaj Groth som Jeppe
- Clara Rosager som Cecilie
- Lukas Løkken som Jack
- Laura Bach som Marianne (Jeppes mor)
- Kasper Leisner som Karl (Jeppes far)
- Susanne Storm som Lise (Cecilies mor)
- Jens Jørn Spottag som Søren (Cecilies far)
- Rasmus Hammerich som Træner Harve
- Claus Flygare som Flemming
- Judith Rothenborg som Ruth
- Benjamin Boe Rasmussen som Onkel Leif
- Robert Reinhold som Brendtsen
- Zeino Macauley som Tornadoen
- Liam Potter som Muren
- Maria Clante som Neel
- Mads Nørby som Togkonduktør
- Rasmus Christensen som Hønen Garth
- Frida Lysdal Rosenkilde som Tina
- Peder Dahlgaard som Taxachauffør
- Emma Oline Skou som Tanja
- Gertrud Kristensen som Kvindelig billetsælger
- Ghita Lehrmann som Truckerkone
- Peter Milling som Trucker